# OU Geminorum
OU Geminorum eller HD 45088, är en dubbelstjärna eller möjligen trippelstjärna  belägen i mellersta delen av stjärnbilden Tvillingarna. Den har en skenbar magnitud av ca 6,77 och kräver åtminstone en handkikare eller för att kunna observeras. Baserat på parallax enligt Gaia Data Release 1 på ca 68,46 mas beräknas den befinna sig på ett avstånd av ca 47,5 ljusår (ca 14,6 parsec) från solen. Den rör sig närmare solen med en heliocentrisk radialhastighet av ca -9 km/s. Den ingår i Ursa Major-strömmen och har en absolut magnitud på +5,93. Stjärnan har en egenrörelse av 0,210 bågsekunder per år.

## Egenskaper
Primärstjärnan OU Geminorum Aa är en orange stjärna i huvudserien av spektralklass K3 Vk. Den har en massa av ca 0,85 solmassa, en radie av ca 0,81 solradie och har en effektiv temperatur av ca 5 000 K.

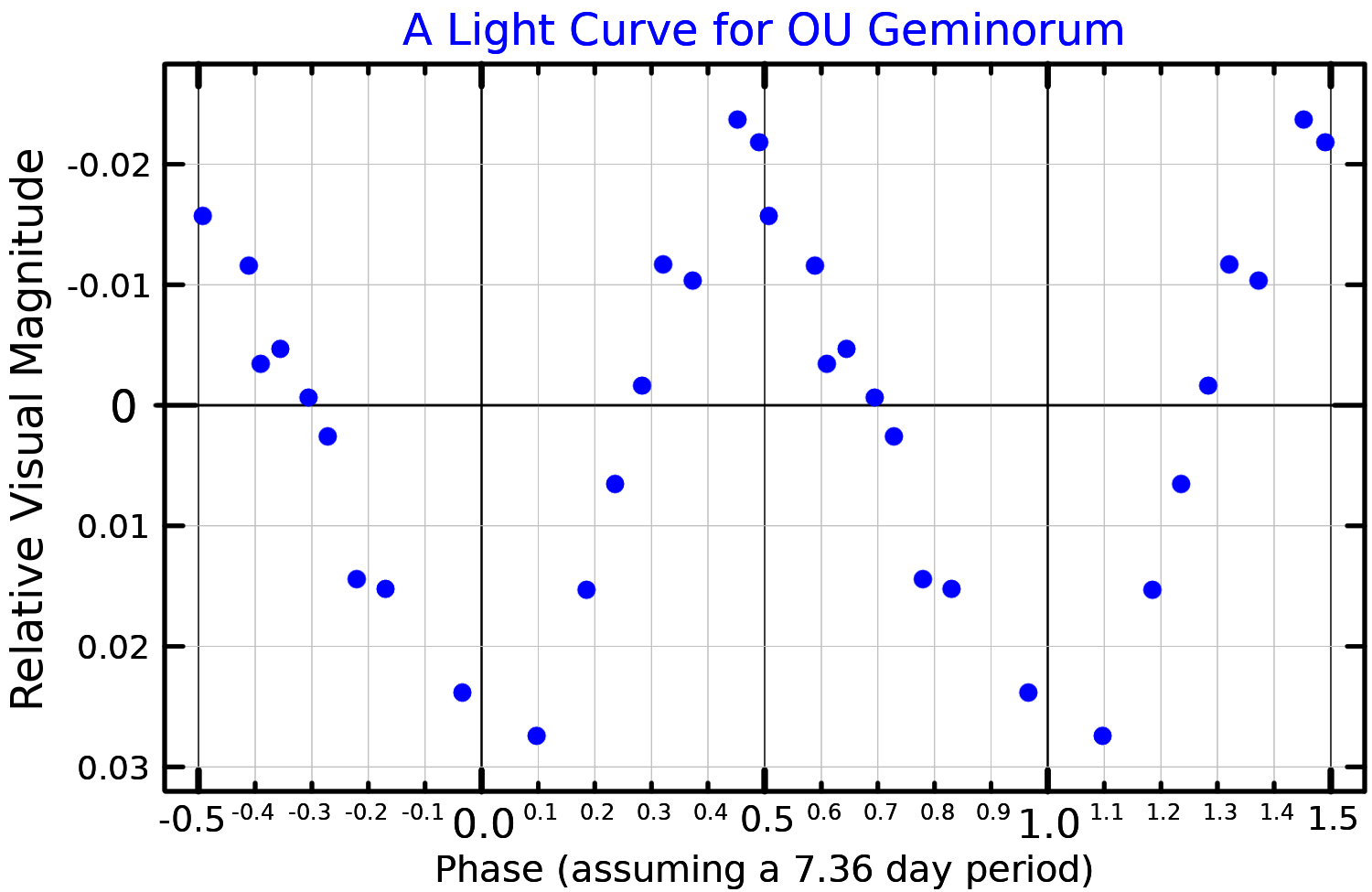
Ljuskurva i visuella bandet för OU Geminorum, anpassad från Bopp et al. (1981)

OU Geminorum är en mycket studerad BY Draconis-variabel stjärna med en period på 6,99 dagar. Följeslagaren OU Geminorum Ab  har en massa av ca 0,71 solmassa, en radie av ca 0,65 solradie och har en effektiv temperatur av ca 4 400 K. Den kretsar kring primärstjärnan i en bana med omloppsperiod av ca 7 dygn och excentricitet 0,151.